# Челябинское высшее танковое командное училище
Челябинское высшее танковое командное училище имени 50-летия Великого Октября (ЧВТКУ) — бывшее высшее военное учебное заведение ВС СССР и ВС России, располагавшееся в Советском районе города Челябинска.

## История

### Период Великой Отечественной войны
С началом боевых действий в Великой Отечественной войне руководство СССР поставило вопрос о создании новых военных училищ в тылу и передислокации военных училищ, находившихся в западной части государства, на восток страны.
Директивой Генерального штаба от 30 июля 1941 года № орг/1/524382 началось формирование Челябинского танкового училища. Комплектование личным составом происходило за счёт военнослужащих, прибывающих из воинских частей, учебных заведений Красной Армии и по направлению областных военных комиссариатов. Дислокацией училища был выбран военный городок артиллерийского полка[уточнить].
8 августа 1941 года училище было окончательно сформировано и вошло в состав Уральского военного округа, который был создан 12 августа 1941 года.
Основной задачей, поставленной перед Челябинским танковым училищем, стала подготовка командиров танков (экипажей), военных техников, старших механиков-водителей для тяжёлых боевых машин типа КВ-1, а позднее КВ-1с, и КВ-85, ИС-1, ИС-2, ИС-3 и тяжёлых самоходных артиллерийских установок СУ-152, ИСУ-152, ИСУ-122.
Срок обучения был определён для командного состава — в 8 месяцев, для технического состава — 9 месяцев. Командирам танков (экипажей) присваивалось воинское звание лейтенант и младший лейтенант. Старшим механикам звание техник-лейтенант.
В сентябре 1941 года начался учебный процесс, в котором было задействовано 64 курсантских взвода.
Сам выбор военным руководством города Челябинска для размещения танкового училища, по мнению историков, объяснялся нахождением в нём Челябинского тракторного завода, который с 1940 года освоил выпуск танков КВ-1.
Для более эффективного изучения материальной части бронетехники, при содействии Челябинского обкома ВКП(б), командование училища в первой половине сентября пошло на эксперимент по внедрению производственной практики: курсанты закреплялись за бригадами рабочих Челябинского тракторного завода, занимавшихся производством танков и самоходных орудий, и принимали непосредственное участие в производстве на всех этапах в различных цехах. В результате подобной производственной практики курсанты овладевали знаниями как о конструкции агрегатов так и боевых машин в целом.
Личный состав училища на 1 декабря 1941 года составил 2 500 человек. Первый выпуск специалистов (552 человека) состоялся в конце мая 1942 года.
С 1943 года изменился порядок набора поступающих в училище. Приоритет был отдан в пользу красноармейцев и младших командиров с боевым опытом, которых отправляли с фронта на обучение.
Непосредственно перед Курской битвой, в Челябинске были сформированы 16 тяжелых самоходно-артиллерийских полков, в которых младший офицерский состав был в основном укомплектован выпускниками училища.
26 августа 1943 года Челябинское танковое училище (ЧТУ) было переименовано в Челябинское танкотехническое училище (ЧТТУ). Связано это было с полной переориентацией училища на подготовку военных техников и старших механиков-водителей на тяжёлые танки и тяжёлые самоходные артиллерийские установки.
С июля 1942 года в училище были введены дополнительные курсы по подготовке комиссаров танковых рот. После реформы института комиссаров в июне 1943 года — курсы по переподготовке политсостава на командные должности.
Всего с 1942 по 1945 годы в училище было произведено 37 выпусков военных специалистов по разным специальностям. В общей сложности было подготовлено 6 863 офицеров для бронетанковых войск.

### Послевоенный период
С осени 1945 года Челябинское танкотехническое училище перешло с сокращённого курса обучения на 3-летний период обучения.
В связи с общим сокращением численности ВС СССР в послевоенный период, 10 июня 1948 года Челябинское танкотехническое училище было расформировано.
В середине 60-х годов создавались как новые военные училища, так и восстанавливался ряд ранее расформированных училищ. Министр обороны СССР Маршал Советского Союза Малиновский Р. Я. одобрил инициативу по восстановлению Челябинского танкового училища.
30 ноября 1966 года во исполнении приказа Министра обороны СССР и директивы Генерального штаба Вооружённых Сил, командующим войсками Уральского военного округа был издан приказ о формировании Челябинского высшего танкового командного училища. Первый приказ по училищу был подписан 16 декабря 1966 года.
В январе—феврале 1967 года был назначен преподавательский состав училища. В апреле 1967 года специальный строительный отряд приступил к строительству объектов для училища, обустройства полигона для стрельб и танкодрома для вождения танков.
Как было принято в практике советских военных училищ послевоенного периода, курсантский состав во вновь создаваемые училища набирался из числа курсантов второго года обучения из других однопрофильных учебных заведений. В сентябре 1967 года обучение в Челябинском танковом училище на втором курсе продолжили курсанты направленные из Ульяновского и Казанского танковых училищ. Одновременно был произведён набор курсантов на первый год обучения среди молодёжи уральского региона в г. Чебаркуль.
Приказом Министра обороны СССР от 24 октября 1967 года Днём училища было назначено 15 июня.
7 ноября 1967 года курсанты Челябинского танкового училища приняли участие в военном параде в областном центре в честь 50-летия Великой Октябрьской социалистической революции.
20 апреля 1968 года Челябинскому танковому училищу было вручено Боевое знамя с присвоением почётного названия в честь 50-летия Великой Октябрьской социалистической революции: Челябинское высшее танковое командное училище имени 50-летия Великого Октября.
В мае 1970 года училище осуществило первый выпуск лейтенантов для танковых войск.
Как и во всех высших командных военных училищах СССР, обучение в Челябинском танковом училище длилось 4 года. По окончании выпускнику присваивалось воинское звание лейтенант и присуждался диплом о высшем техническом образовании. Выпускнику присваивалась военно-учётная специальность «командир танкового взвода». Специальность по диплому «инженер по эксплуатации и ремонту гусеничной техники».

### Училище после распада СССР
После распада СССР училище продолжало подготовку кадров для танковых войск ВС России.
С 1995 года в училище, согласно межгосударственным договорённостям, началась подготовка специалистов для других государств. В училище обучались специалисты для вооружённых сил: Грузии, Киргизии, Таджикистана, Армении, Анголы, Гвинеи, Мали, Лаоса, Иордании, Мозамбика, Эфиопии и Уганды.
1 ноября 1998 года, в ходе реформы военных учебных заведений, Челябинское высшее танковое командное училище было переименовано в Челябинский танковый институт.
В связи с изменившимся статусом учебного заведения, срок обучения в нём был увеличен до 5 лет. Выпускникам присваивалась квалификация «инженер». Подготовка курсантов осуществлялась по следующим специальностям:
- военная — «Боевая и повседневная деятельность танковых подразделений»;
- гражданская — 150300 «Многоцелевые гусеничные и колесные машины (МГКМ)».
  - специализация: 150306 — «Эксплуатация и ремонт многоцелевых гусеничных и колесных машин (МГКМ)».

В 2000 году была установлена следующая этапность в подготовке курсантов:
- 1 курс — подготовка солдата (члена экипажа), командира танка;
- 2 курс — подготовка командира взвода;
- 3 курс — подготовка командира роты;
- 4 курс — изучение действий батальона, совершенствование подготовки командира взвода-роты;
- 5 курс — совершенствование подготовки командира взвода-роты-батальона.

В 2002 году с очередной реформой высших военных учебных заведений, срок обучения был сокращён до 4 лет со сменой специализации:
- военная — «Применение танковых подразделений»;
- гражданская — 062100 «Управление персоналом (Сухопутные войска)».

Выпускнику присваивалась квалификация «менеджер».

### Ликвидация училища
В ночь с 31 декабря 2005 года на 1 января 2006 года в батальоне обеспечения Челябинского танкового института произошло чрезвычайное происшествие. Из-за продолжительных издевательств со стороны сослуживцев рядовой срочной службы Андрей Сергеевич Сычёв получил инвалидность. Данное происшествие имело широкий общественный резонанс, а ход расследования подробно освещался в СМИ.
Ввиду имевшихся на тот период плана по сокращению численности Сухопутных войск и военных учебных заведений, данное происшествие стало поводом к ликвидации училища (решался вопрос выбора в ликвидации Казанского танкового либо Челябинского танкового института), о чём прямо было сказано заместителем Главнокомандующего Сухопутными войсками генерал-полковником Владимиром Молтенским:

…Челябинский институт не совсем благополучен в плане профессиональной подготовки будущих офицеров-танкистов, и ещё в прошлом году было внесено в план оптимизации вузов Сухопутных войск, который начнет осуществляться с 2006 года. Но после известного чрезвычайного и беспрецедентного происшествия процесс расформирование училища, видимо, будет ускорен…— Заместитель Главкома СВ генерал-полковник Молтенской В. И.
При этом правительство Челябинской области встало на защиту попавшего под расформирование Челябинского танкового института. Не достигнув желаемого, региональное правительство решило сохранить учебно-материальную базу и педагогический состав путём передачи их в состав факультета военного обучения Южно-Уральского государственного университета.
19 апреля 2007 года вышло постановление Правительства РФ о ликвидации Челябинского танкового института до 31 декабря 2007 года.
22 мая 2007 года приказом командующего войсками ПУрВО Челябинский танковый институт был расформирован.
Часть 2-этажных зданий училища дореволюционной постройки в 2018 году отнесены к выявленным охраняемым объектам культурного наследия («Комплекс зданий войскового остановочного пункта»), остальные здания снесены и в 2019—2021 годах на территории занимаемой училищем построены жилые комплексы. Так же, по инициативе ветеранов и выпускников училища, при застройке территории решено было оставить памятную стелу располагавшуюся на территории училища (по факту построена заново в другом месте). В 2017—2019 годах на части заброшенной территории располагался оптово-розничный рынок «Советский».

## Герои училища
За героизм, проявленный на полях сражений Великой Отечественной войны, 21 выпускнику Челябинского танкового училища было присвоено звание Герой Советского Союза.
Звания Герой РФ было удостоено 8 выпускников училища.

## Начальники училища[15]
- Игнатьев А. А. — 1941—1942
- Казаков А. И. — 1942—1948
- Тюкачёв К. Я. — 1967—1973
- Терещенко В. Г. — 1973—1978
- Кожевников Л. П. — 1978—1984
- Бельников В. В. — 1984—1989
- Куимов Н. Г. — 1989—1994
- Лукьянов В. М. — 1994—2004
- Фёдоров А. Э. — 2004—2005
- Сидоров В. А. — 2005—2006
- Чучваго А. М. — 2006—2007
- Бизяев В. Ю. — 2007